# Eremias multiocellata
Eremias multiocellata este o specie de șopârle din genul Eremias, familia Lacertidae, ordinul Squamata, descrisă de Albert Günther în anul 1872.

## Subspecii
Această specie cuprinde următoarele subspecii:
- E. m. bannikowi
- E. m. kozlowi
- E. m. multiocellata
- E. m. stummeri
- E. m. szczerbaki
- E. m. yarkandensis